# Zeche Syburg
Die Zeche Syburg ist ein ehemaliges Steinkohlenbergwerk in Syburg/Westhofen. Das Bergwerk war im Jahr 1733 auch als Syburgsches Kohlenbergwerck bekannt. Das Bergwerk befand sich zwischen den Bachtälern des Syburger Dorfbaches und des Mühlenbaches. Der Syburger Dorfbach befindet sich westlich vom Bergwerk und wird durch den Petersbach gespeist, der Mühlenbach befindet sich östlich vom Bergwerk. Das Bergwerk gehörte zum Märkischen Bergamtsbezirk und dort zum Geschworenenrevier Hörde.

## Geschichte

### Die Anfänge
Am 10. Oktober des Jahres 1834 wurde die Mutung auf die Felder Albin und Wittekind eingelegt. Beide Felder befanden sich in der Nähe von Haus Husen. Am 10. November desselben Jahres wurde die Mutung auf das Feld Große Hermann eingelegt. Der Fundpunkt dieses Feldes befand sich westlich der heutigen Westhofener Straße. Muter aller drei Mutungen war ein Bürger aus Westhofen mit dem Namen Friedrich Küper. Infolge dieser Mutungen kam es zu Grenzstreitigkeiten mit der östlich dieser Felder liegenden Zeche Abendsonne, diese konnten aber im Laufe des Jahres beigelegt werden. Am 18. Dezember 1834 wurden alle drei Mutungen unter dem Namen Syburg zusammengefasst. Am 8. Oktober des Jahres 1853 wurde ein Geviertfeld verliehen. Die Abbaurechte wurden auf das Flöz Sengsbank verliehen. Die Abbaurechte der überdeckenden Felder der Zechen Vereinigte Louise und Louisenglück blieben unberührt. Im Mai des darauffolgenden Jahres wurde ein Stollen angesetzt. Geplant war der Ansatzpunkt dieses Stollens am Südhang des Asenbergs unmittelbar unterhalb des Weges vom Haus Husen nach Syburg. Allerdings war der Stollen auf Anweisung des Hauptgewerken Brinkmann an der tiefstmöglichen Stelle im Ruhrniveau angesetzt worden. Das Stollenmundloch befand sich am Syburger Dorfbach in Höhe der Ruhr. Dadurch befand sich der Ansatzpunkt des Stollens nicht mehr inner-, sondern außerhalb des verliehenen Feldes. Diese eigenmächtige Veränderung des Ansatzpunktes konnte Brinkmann beim Bergamt durchsetzen. Da das südlich angrenzende Grubenfeld noch bergfrei war und erst im Jahr 1859 der Zeche Abergunst verliehen werden sollte, hatte das Bergamt letztendlich keine weiteren Einwände. Zumal durch den Höhengewinn von 16 Metern, der durch diese eigenmächtige Maßnahme erzielt worden war, die Zeche Syburg den größtmöglichen Kohlenvorrat oberhalb des Grundwasserniveaus aufschließen konnte.

### Betrieb
Der Stollen wurde in nördlicher Richtung zum Flöz Fundflöz aufgefahren. Zur Bewetterung wurden Wettertrommeln verwendet. Die Wetter wurden mittels Lutten bis vor Ort geblasen. Im April des Jahres 1854 wurde mit dem Abteufen des Schachtes Friedrich begonnen. Der Ansatzpunkt dieses Schachtes war rund 285 Meter vom Stollenmundloch entfernt. Er befand sich leicht nördlich des Weges von Haus Husen nach Syburg. Die Teufe bis zur Stollensohle betrug 10½ Lachter. Damit der Stollen während der weiteren Auffahrung besser bewettert werden konnte, wurden zwischen dem Stollenmundloch und dem Schacht zwei Lichtlöcher abgeteuft. Im Jahr 1855 waren 31 Bergleute auf der Zeche beschäftigt, es fand jedoch keine Kohlenförderung statt. Im Jahr 1856 wurde der Schacht fertiggestellt. Im Jahr 1857 wurde der Stollen weiter aufgefahren. Bei der weiteren Auffahrung wurde ein tektonisch stark beanspruchtes Gebirge durchörtert, welches mit Sätteln, Mulden und Verwerfungen durchzogen war. Weitere Lichtlöcher wurden aus Kostengründen nicht erstellt. Dies hatte zur Folge, dass man wettertechnisch an die Grenzen des Machbaren stieß. Im Jahr darauf wurde in einer Entfernung von 101 Lachtern nördlich von Schacht Friedrich das Fundflöz erreicht. Das Flöz war jedoch stark gestört und somit nicht bauwürdig. Im Jahr 1859 wurde die Zeche Syburg stillgelegt. In den Jahren 1863 und 1864 wurden am Asenberg Schurfarbeiten durchgeführt. Diese Arbeiten blieben jedoch ohne Erfolg. Aus diesem Grunde wurde das Grubengebäude, das aus einem 490 Meter langen Stollen und drei Schächten bestand, abgeworfen. Die drei Schächte wurden verfüllt. Das Stollenmundloch wurde im Jahr 1867 beim Bau der  Eisenbahnverbindung Hengstey-Holzwickede durch den Bahndamm überdeckt.